# Gradien nhiệt độ
Gradien nhiệt độ là đại lượng vật lý mô tả hướng có tốc độ thay đổi nhiệt độ nhanh nhất, ở xung quanh một vị trí, và độ lớn của mức độ thay đổi nhiệt độ nhanh nhất này. Gradien nhiệt độ là một loại gradien, có thứ nguyên thể hiện trong đơn vị đo của nhiệt độ trên đơn vị đo của chiều dài. Đơn vị đo của nó trong Hệ Đo lường Quốc tế là kelvin trên mét (K/m).
Gradien nhiệt độ trong khí quyển là đại lượng quan trọng đối với các khoa học khí quyển (khí tượng học, khí hậu học và các ngành liên quan).

## Mô tả toán học
Coi nhiệt độ T là đại lượng cường tính , tức là có giá trị không phụ thuộc vào kích cỡ của hệ thống, và là hàm số liên tục và khả vi của không gian ba chiều (thường được gọi là trường vô hướng), biểu diễn bởi:
{\displaystyle T=T(x,y,z)}
với x, y và z là các tọa độ của vị trí, gradien nhiệt độ là một đại lượng véctơ được định nghĩa bằng công thức:
{\displaystyle \nabla T={\begin{pmatrix}{\frac {\partial T}{\partial x}},{\frac {\partial T}{\partial y}},{\frac {\partial T}{\partial z}}\end{pmatrix}}}

## Các quá trình vật lý

### Khí hậu học
Trên Trái Đất, theo chu kỳ hàng năm, động lực học của khí quyển và đại dương có thể được hiểu là các hệ quả của việc làm giảm sự khác biệt lớn của nhiệt độ giữa các vùng cực và vùng xích đạo, bằng cách phân phối lại các dòng gió và dòng biển nóng và lạnh. Quá trình này được gọi là động cơ nhiệt của Trái Đất.)

### Khí tượng học
Sự khác biệt về nhiệt độ trong các khu vực khác nhau là rất quan trọng trong dự báo thời tiết và khí hậu. Sự hấp thu ánh sáng Mặt Trời ở tại hoặc ở gần bề mặt hành tinh làm tăng gradien nhiệt độ và có thể dẫn đối lưu - đây là quá trình chính để tạo ra mây, thường được kết hợp với mưa. Các vùng frông khí tượng là các khu vực mà gradien nhiệt độ theo phương ngang có thể đạt giá trị tương đối cao, vì đây là ranh giới giữa những khối khí có tính chất khác biệt.
Gradien nhiệt độ có thể thay đổi đáng kể theo thời gian, ví dụ như do sự làm nóng và làm lạnh hằng ngày hoặc theo mùa. Sự thay đổi gradien nhiệt độ nhiều khả năng xảy ra vào các sự kiện nghịch nhiệt. Ví dụ, vào ban ngày nhiệt độ ở mặt đất có thể không tăng nhanh bằng nhiệt độ trong tầng không khí ngay bên trên, nhưng khi chuyển sang ban đêm, nhiệt độ không khí bên trên lại nguội đi nhanh hơn.